# トレグロヌ
トレグロヌ （Tréglonou、ブルトン語:Treglonoù）は、フランス、ブルターニュ地域圏、フィニステール県のコミューン。

## 概要
サン＝パビュ、ランニリス、プルギン、コア＝メアル、ロック＝ブレヴァレール、プルヴィアンと接する。
16世紀、トレグロヌはブレストとサン＝ルナンを治めるセネシャル管轄区の一部であった 。
2010年9月、コミューン議会はブルトン語の日常使用を促進するYa d'ar brezhoneg憲章の批准を可決した。

## 人口統計
| 1962年 | 1968年 | 1975年 | 1982年 | 1990年 | 1999年 | 2006年 | 2010年 |
| ------ | ------ | ------ | ------ | ------ | ------ | ------ | ------ |
| 454    | 381    | 384    | 445    | 494    | 492    | 535    | 600    |

トレグロヌの人口増減グラフ

参照元:1962年までEHESS、1968年以降INSEE

## 姉妹都市
- サン＝ジェルマン＝シュル＝エコール、フランス